# Tia Texada
Tia Nicole Tucker (* 14. prosince 1971 Louisiana, USA) je americká herečka, známá pod jménem Tia Texada.

## Počátky
Texada se narodila v Louisianě do rodiny reflexoložky a pojišťovacího agenta. Herectví se věnovala od malička.

## Kariéra
Poprvé se Texada před kamerou objevila v roce 1993, a to konkrétně ve snímku Coming in Out of the Rain. Působila dlouhodobě v několika televizních seriálech, nejznámější rolí se však stala role seržantky Cruzové v seriálu Třetí hlídka.
Zahrála si i v několika úspěšných celovečerních snímcích. Vidět jsme jí mohli ve filmech jako Od soumraku do úsvitu, Telefonní budka nebo Pravidla boje.

## Ocenění
V roce 2001 si spolu s ostatními kolegy ze snímku Thirteen Conversations About One Thing odnesla cenu FFCC Award. Za roli seržantky Cruzové z Třetí hlídky si pak v roce 2004 odnesla ocenění Imagen Award.

## Filmografie

### Filmy
- 1993 – Coming in Out of the Rain
- 1996 – Od soumraku do úsvitu
- 1998 – Shadow of doubt, Paulie, The Unknown Cyclist
- 1999 – The Thirteenth Floor
- 2000 – Sestřička Betty, Vnadidlo
- 2001 – Thirteen Conversations about one Thing, Stát se hvězdou
- 2002 – Crazy as Hell, Telefonní budka
- 2003 – Welcome to the Neighborhood
- 2004 – Pravidla Boje
- 2006 – 5up 2down
- 2008 – bgFATlady
- 2011 – Finding Hope Now
- 2012 – The Amazing Spider-Man

### Televizní filmy
- 1997 – Runaway Car
- 2006 – The Line-Up
- 2010 – Firebreather

### Televizní seriály
- 1995 – Land's End
- 1996 – Sisters, CBS Schoolbreak Special, Malibu Shores, Pohotovost
- 1997 – NYPD Blue
- 1998 – Ask Harriet, Fame L.A., Brooklyn South
- 1999 – Working
- 1999–2000 – The Wild Thornberrys
- 2000–2004 – Static Shock
- 2001 – As Told By Ginger, The Mind of Married Man
- 2002 – The American Embassy
- 2002–2005 – Třetí hlídka
- 2006–2007 – The Unit
- 2006–2009 – Handy Manny
- 2007 – Kriminálka Miami
- 2008 – Myšlenky zločince, Everybody Hates Chris
- 2010 – Saving Grace, Huge, Chuck
- 2011 – In Plain Sight
- 2011–2012 – Ben 10: Ultimate Alien